# Wereldkampioenschappen roeien 1985
De 15e editie van de wereldkampioenschappen roeien werd in 1985 gehouden in Hazewinkel nabij Willebroek, België. Het was de tweede keer dat hier het toernooi werd gehouden.

## Medaillewinnaars

### Mannen
| Bootklasse              | Goud | Goud | Zilver | Zilver | Brons | Brons |
| Skiff M1x               | Pertti Karppinen |      | Andrew Sudduth |        | Peter-Michael Kolbe |       |
| Lichte skiff LM1x       | Ruggero Verroca |      | Raimund Haberl |        | Paul Fuchs |       |
| Dubbel twee M2x         | Duitse Democratische Republiek Thomas Lange Uwe Heppner |      | Sovjet-Unie Tschuprina Selikowitsch |        | Zwitserland Jürg Weitnauer Urs Steinemann |       |
| Twee zonder M2-         | Sovjet-Unie Joeri Pimenov Nikolai Pimenov |      | Verenigd Koninkrijk David Clift Martin Cross |        | Spanje Fernando Climent Luis Maria Lasurtegui |       |
| Twee met M2+            | Italië Carmine Abbagnale Giuseppe Abbagnale Giuseppe Di Capua                                                                                                  |      | Roemenië Dimitrie Popescu Vasile Tomoiagă Dumitru Răducanu |        | Duitse Democratische Republiek Thomas Kessler Uwe Gasch Olaf Gerschau                                                                                            |       |
| Lichte dubbel twee LM2x | Frankrijk Luc Crispon Thierry Renault |      | Italië Carlo Gaddi Francesco Esposito |        | West-Duitsland Hartmut Schäfer Roland Ehrenfels |       |
| Dubbel vier M4x         | Canada Doug Hamilton Robert Mills Paul Douma Mel LaForme |      | Duitse Democratische Republiek Jens Köppen Rüdiger Reiche Uwe Sägling Karl-Heinz Bußert                                                                        |        | Tsjecho-Slowakije Jan Vochoska Zdeněk Bureš Miloš Zářecký Jaroslav Švrček                                                                                        |       |
| Vier zonder M4-         | West-Duitsland Norbert Keßlau Volker Grabow Jörg Puttlitz Guido Grabow                                                                                         |      | Sovjet-Unie Jonas Narmontas Sergey Smirnov Viktor Pereverzev Gennadi Kryuçkin                                                                                  |        | Duitse Democratische Republiek Hans Sennewald Thomas Greiner Thomas Bänsch Olaf Förster                                                                          |       |
| Vier met M4+            | Sovjet-Unie Sigitas Kučinskas Ivan Visotchkin Vladimir Romanishin Igor Zotov Mikhail Sassov                                                                    |      | Italië Mario Lafranconi Giovanni Suarez Gino Iseppi Giuseppe Carando Siro Meli                                                                                 |        | Duitse Democratische Republiek Dietmar Schiller Karsten Schmeling Bernd Niesecke Bernd Eichwurzel Hendrik Reiher                                                 |       |
| Lichte vier zonder LM4- | West-Duitsland Alwin Otten Frank Rogall Thomas Jaekel Wolfgang Birkner                                                                                         |      | Italië Franco Pantano Dario Longhin Nerio Gainotti Mauro Torta                                                                                                 |        | Verenigde Staten Edward Gribbin Charles Cobbs Michael Morrison Fred Michini                                                                                      |       |
| Acht M8+                | Sovjet-Unie Mykola Komarov Viktor Diduk Jonas Pinskus Veniamin But Viktor Omelyanovich Pavlo Hurkovskiy Aleksander Voloshin Andrey Vasilyev Hryhoriy Dmytrenko |      | Italië Agostino Abbagnale Sergio Caropreso Antonio Maurogiovanni Alfredo Bollati Giovanni Miccoli Maurizio Donna Annibale Venier Pasquale Marigliano Siro Meli |        | Verenigde Staten John Strotbeck Thomas Kiefer Jonathan Smith Kurt Bausback Chris Penny Kevin Still Chris Huntington Michael Teti Mark Zembsch                    |       |
| Lichte acht LM8+        | Italië Maurizio Losi Michele Savoia Vittorio Torcellan Massimo Lana Stefano Spremberg Paolo Marostica Andrea Re Fabrizio Ravasi Massimo Di Deco                |      | Verenigde Staten Mark Hanley Seymour Danberg Neil Olesen Michael Scott John Younger Peter Kermond Charles Butt Stephen Schmitt Jonathan Fish                   |        | Spanje José Manuel Cañete José Crespo Carlos Muniesa Jacinto Accensi Abella Víctor Llorente Fernando Molina Castillo Eulogio Génova Benito Elizalde Ibon Alcorta |       |

### Vrouwen
| Bootklasse              | Goud | Goud | Zilver | Zilver | Brons | Brons |
| Skiff W1x               | Cornelia Linse |      | Valeria Racila |        | Anne R. Marden |       |
| Lichte skiff LW1x       | Adair Ferguson |      | Maria Micșa |        | Ann Martin |       |
| Dubbel twee W2x         | Duitse Democratische Republiek Sylvia Schwabe Martina Schröter                                                                                               |      | Roemenië Marioara Popescu Elisabeta Oleniuc |        | Bulgarije Georgiewa Violeta Ninowa |       |
| Twee zonder W2-         | Roemenië Rodica Arba Elena Florea |      | Verenigde Staten Sherri Cassuto Susan Broome |        | Duitse Democratische Republiek Kerstin Toussaint Ramona Hein                                                                                        |       |
| Lichte dubbel twee LW2x | Verenigd Koninkrijk Lin Clark Beryl Crockford |      | West-Duitsland Brigitte Helmers Alrun Urbach |        | Frankrijk Désirée Decriem Isabelle Lignan |       |
| Dubbel vier W4x         | Duitse Democratische Republiek Ramona Balthasar Birgit Peter Jutta Hampe Kristina Mundt                                                                      |      | Sovjet-Unie Antonina Machina Nataliya Grigoryeva Yelena Khloptseva Yelena Matiyevskaya                                                                                             |        | Roemenië Anișoara Bălan Veronica Cochela Anișoara Sorohan Maricica Țăran                                                                            |       |
| Vier met W4+            | Duitse Democratische Republiek Kerstin Spittler Jutta Abromeit Steffi Götzelt Carola Lichey Daniela Neunast                                                  |      | Roemenië Florica Lavric Maria Fricioiu Chira Apostol Olga Homeghi Viorica Ioja |        | Canada Lisa Robertson Barbara Armbrust Christina Clarke Tricia Smith Lesley Thompson                                                                |       |
| Lichte vier zonder LW4- | West-Duitsland Monika Wolf Sonja Petri Claudia Engels Evelyn Herwegh                                                                                         |      | Verenigde Staten Sandy Kendall Jennifer Marron Marise Widmer Charlotte Hollings |        | Australië Denise Rennex Karin Riedel Amanda Cross Gayle Toogood                                                                                     |       |
| Acht W8+                | Sovjet-Unie Olena Pukhaieva Sariya Zakyrova Elena Tereshina Marina Suprun Marina Znak Irina Teterina Nataliya Yatsenko Lidiya Averyanova Valentina Khokhlova |      | Duitse Democratische Republiek Susann Heinicke Gerlinde Doberschütz-Mey Beatrix Lehman Martina Walther Kathrin Thurm Ute Stange Kathrin Dienstbier Carola Hornig Sylke Kretzschmar |        | Roemenië Doina Bălan Marioara Trașcă Livia Țicanu Mihaela Armășescu Adriana Chelariu Carolina Matei Camelia Diaconescu Lucia Sauca Ecaterina Oancia |       |

## Medaillespiegel
| Plaats | Land                           | Goud | Zilver | Brons | Totaal |
| 1      | Duitse Democratische Republiek | 5    | 2      | 4     | 11     |
| 2      | Sovjet-Unie                    | 4    | 3      | 0     | 7      |
| 3      | Italië                         | 3    | 4      | 0     | 7      |
| 4      | West-Duitsland                 | 3    | 1      | 2     | 6      |
| 5      | Roemenië                       | 1    | 5      | 2     | 8      |
| 6      | Verenigd Koninkrijk            | 1    | 1      | 0     | 2      |
| 7      | Australië                      | 1    | 0      | 1     | 2      |
| 7      | Canada                         | 1    | 0      | 1     | 2      |
| 7      | Frankrijk                      | 1    | 0      | 1     | 2      |
| 10     | Finland                        | 1    | 0      | 0     | 1      |
| 11     | Verenigde Staten               | 0    | 4      | 5     | 9      |
| 12     | Oostenrijk                     | 0    | 1      | 0     | 1      |
| 13     | Spanje                         | 0    | 0      | 2     | 2      |
| 14     | Bulgarije                      | 0    | 0      | 1     | 1      |
| 14     | Tsjecho-Slowakije              | 0    | 0      | 1     | 1      |
| 14     | Zwitserland                    | 0    | 0      | 1     | 1      |
| Totaal | Totaal                         | 21   | 21     | 21    | 63     |

Edities

1962 Luzern · 
1966 Bled · 
1970 St. Catharines · 
1974 Luzern · 
1975 Nottingham · 
1976 Villach · 
1977 Amsterdam · 
1978 Hamilton (alleen zwaar) · 
1978 Kopenhagen (alleen licht) · 
1979 Bled · 
1980 Hazewinkel · 
1981 München · 
1982 Luzern · 
1983 Duisburg · 
1984 Montréal · 
1985 Hazewinkel · 
1986 Nottingham · 
1987 Kopenhagen · 
1988 Milaan · 
1989 Bled · 
1990 Lake Barrington · 
1991 Wenen · 
1992 Montréal · 
1993 Račice · 
1994 Indianapolis · 
1995 Tampere · 
1996 Motherwell · 
1997 Aiguebelette · 
1998 Keulen · 
1999 St. Catharines · 
2000 Zagreb · 
2001 Luzern · 
2002 Sevilla · 
2003 Milaan · 
2004 Banyoles · 
2005 Gifu · 
2006 Eton · 
2007 München · 
2008 Ottensheim · 
2009 Poznań · 
2010 Hamilton · 
2011 Bled · 
2012 Plovdiv · 
2013 Chungju · 
2014 Amsterdam ·
2015 Aiguebelette ·
2016 Rotterdam ·
2017 Sarasota ·
2018 Plovdiv ·
2019 Ottensheim ·
2020 Bled ·
2021 Shanghai ·
2022 Račice ·
2023 Belgrado ·
2024 St. Catharines ·
2025 Shanghai · 
2026 Amsterdam

Onderdelen

Skiff · 
Lichte skiff · 
Dubbel twee · 
Lichte dubbel twee · 
Twee zonder · 
Lichte twee zonder · 
Twee met

Dubbel vier · 
Dubbel vier met · 
Lichte dubbel vier · 
Vier zonder · 
Lichte vier zonder · 
Vier met · 
Acht · 
Lichte acht